# János Juszkó

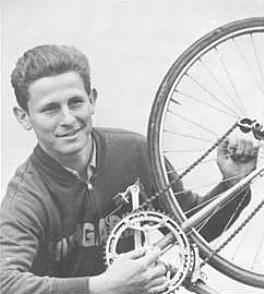
János Juszkó 1960

János Juszkó (* 9. Juni 1939 in Szeged, Ungarn; † 2. Mai 2018) war ein ungarischer Radrennsportler.

## Sportliche Laufbahn
Der gelernte Werkzeugschlosser Juszkó betrieb Straßenradsport als Staatsamateur beim Budapester Sportklub BVSV. Schon als knapp 20-Jähriger wurde er durch seine Teilnahme an der Drei-Länder-Etappenfahrt Internationale Friedensfahrt über die Grenzen Ungarns hinaus bekannt. Bei seinem Friedensfahrt-Debüt 1959 wurde er 61., anschließend wurde er bis 1969 bei weiteren sieben Friedensfahrten eingesetzt. Bei diesen Veranstaltungen wurde er dreimal bester ungarischer Fahrer, 1964 hatte er mit Rang acht seine beste Platzierung und 1966 erreichte er seinen einzigen Friedensfahrt-Etappensieg.
1963 und 1964 gehörte Juszkó zum ungarischen Aufgebot für die Straßenweltmeisterschaften, bei denen er mit der Vierermannschaft 1963 den achten und 1964 den zehnten Platz belegte. Bei den Radsportwettbewerben der Olympischen Spiele 1964 in Tokio wurde er im olympischen Straßenrennen 24. und belegte mit dem ungarischen Vierer im Mannschaftszeitfahren Platz zwölf unter 32 Teams. In der Jugoslawien-Rundfahrt 1965 gewann er eine Etappe, in der Slowakei-Rundfahrt 1965 wurde er Vierter.
Erst relativ spät kam Juszkó in seinem Heimatland zu nennenswerten Erfolgen. In den Jahren 1964 und 1965 wurde er als Straßenradsportler des Jahres geehrt, aber erst 1965 gewann er seinen ersten nationalen Titel bei den ungarischen Querfeldein-Meisterschaften. Den Meistertitel in der Einzelstraßen-Disziplin holte er sich erst 1968.

## Berufliches
1973 beendete Juszkó seine Laufbahn als Radrennfahrer, wurde Sportlehrer und engagierte sich bei der Nachwuchsförderung im Radsport.